# Colle d'Envalira
Il colle d'Envalira (in catalano Port d'Envalira) è un passo dei Pirenei, il più alto dell'intera catena con i suoi 2.409 m s.l.m., nonché il più alto in Europa ad essere aperto tutto l'anno. Si trova nel principato di Andorra tra le località di Soldeu e di Pas de la Casa nelle immediate vicinanze del confine con la Francia. 
Dal 29 settembre 2002 al valico di sommità si affianca anche la galleria d'Envalira, aperta al traffico leggero, lunga 2.860 metri, a 2.000 m d'altitudine.
Il passo è spesso luogo di passaggio per una tappa del Tour de France e nel 2003 è stato anche punto d'arrivo di una frazione della Vuelta a España.

## Ciclismo

### Arrivi della Vuelta a España
- 2003:  Alejandro Valverde

### Passaggi del Tour de France
- 1964:  Julio Jiménez (13ª tappa)
- 1964:  Federico Bahamontes (14ª tappa)
- 1968:  Aurelio González
- 1974:  Raymond Delisle
- 1997:  Richard Virenque (10ª tappa)
- 1997:  Richard Virenque (11ª tappa)
- 2009:  Sandy Casar (8ª tappa)
- 2021:  Nairo Quintana (14ª tappa)